# Schwimmverein beider Basel
Der Schwimmverein beider Basel kurz SVB gehört zu den grössten Schwimmvereinen der Schweiz und ist mit allen Sparten ein national anerkannter Leistungsstützpunkt. Die 1. Herrenmannschaft des Vereins spielt in der Wasserball-Nationalliga A.
Der Schwimmverein beider Basel bietet die vier olympischen Disziplinen Schwimmen, Wasserball, Triathlon und Artistic Swimming an. Der Verein organisiert Nachwuchs- sowie auch internationale Wettkämpfe, Wasserballspiele, Artistic-Swimming-Wettkämpfe und Triathlonwettkämpfe.

## Geschichte
Der SVB entstand 1993 aus der Fusion der früheren Vereinen Schwimm-Klub Basel (gegründet 1919), Schwimmklub Neptun Basel (1924) sowie die Schwimmsektion der Old Boys Basel (1922).

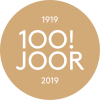